# Marquesado de la Sierra
El marquesado de la Sierra o marquesado da Serra de Outes, es un título nobiliario español  creado el año de 1693, con real despacho del 5 de abril de 1694, por el rey Carlos II a favor de Fernando Antonio Pablo Mariño de Lobeira Andrade y Sotomayor, maestre de Campo de los Reales Ejércitos, con el vizcondado previo de Albeos.
Fernando Antonio Mariño de Lobeira era quinto nieto de Garcí Martíz de Barbeira capitán de los señores de Altamira y de Sancha Mariño de Lobeira, dama principal en la Galicia del siglo XV y segunda señora de A Serra de Outes. Los padres de Fernando fueron Pedro Mariño de Lobeira Lemos Montenegro y Sotomayor, Señor A Serra de Outes, Albeos. Noia, Muros, etc. y de Benita de Andrade-Sotomayor Novoa Montenegro y Fidalgo de Araúxo. Padres del también mariscal de Campo, gobernador de Flandes y I marqués de Mariño, Antonio Mariño de Lobeira y Andrade y Sotomayor.

## Historia de los marqueses de la Sierra
- Fernando Antonio Pablo Mariño de Lobeira Andrade y Sotomayor, VIII señor de A Serra de Outes y del castillo de Outes luego I marqués de la Sierra, VIII señor de la villa y luego I vizconde de Albeos, y capitán de caballos en Flandes, fue nombrado maestre de campo del primer tercio provincial de Santiago en 1705, creado para servir en Galicia en sustitución de las milicias durante la Guerra de Sucesión. En 1713 fue nombrado coronel del regimiento Galicia, con acuartelamiento en Benavente.

- Fernando Mariño de Lobera y Quirós, II marqués de la Sierra,[2] II vizconde de Albeos, señor de Noia y Muros.

Casó el 15 de agosto de 1709, siendo su tercer esposo, con María Isabel Nieto de Silva Jofré de Loaysa y Chumacero, V condesa de Guaro, V condesa del Arco, VII señora de Villanueva de Messía, de la Aldea Alva, Balazote y de la Higueruela. Le sucedió su hijo:
- Fernando Pablo Mariño de Lobeira y Nieto de Silva, III marqués de la Sierra, conde de Guaro, III vizconde de Albeos, señor de Arco, etc.[4]

Casó el 5 de septiembre de 1732, en Betanzos, con Micaela Pardo de Figueroa.
- María del Rosario Mariño de Lobera y Pardo de Figueroa (n. Pontevedra, 14 de noviembre de 1734),[4] IV marquesa de la Sierra, VIII condesa de Guaro y VIII condesa del Arco.

Se casó el 5 de diciembre de 1751 con Antonio Patiño y Castro, hijo de Lucas Fernando Patiño Attendolo Bolognini, II marqués de Castelar, y de su esposa, María Josefa de Castro Rodríguez de Ledesma. Le sucedió su hijo:
- Ramón Fernando Patiño y Mariño de Lobeira (Zaragoza, 25 de junio de 1753-Málaga, 9 de enero de 1817), V marqués de la Sierra,[6] IX conde de Guaro,[6] III marqués de Castelar grande de España,[5] IX conde del Arco,[6] VIII marqués de Villafiel,[6] XI señor de Villanueva de Messía[6] y gran Cruz de Carlos III en 1794.[7][5]

Se casó en Madrid el 20 de marzo de 1774 con Teresa Osorio y Spínola de la Cueva, hija de Manuel Juan Pérez Osorio, III marqués de Astorga, y de su esposa María Dominga Spínola y de la Cueva. Le sucedió su hijo:
- Ramón Rufino Patiño Pérez de Osorio (Madrid, 16 de noviembre de 1776-7 de octubre de 1833), VI marqués de la Sierra,[9] X conde de Guaro,[9] IV marqués de Castelar, grande de España,[5] X conde del Arco,[9]  IX marqués de Villafiel,[9] IV señor y conde de Belveder, señor de Villanueva de San Juan, adelantado mayor de Andalucía, alférez mayor de Valencia de Alcántara, caballero de la Orden de San Fernando, etc.[9]

Se casó en Madrid el 5 de enero de 1799 con María de los Dolores Ramírez de Arellano y Olivares, III marquesa de Villacastel de Carriás y dama de honor y de la Orden de María Luisa.  Le sucedió su hijo:
- Luis Patiño y Ramírez de Arellano (Madrid, 19 de agosto de 1802-ibid. 10 de marzo de 1848), VII marqués de la Sierra,[9] XI conde de Guaro,[9] V marqués de Castelar, grande de España,[5] XI conde del Arco,[9] X marqués de Villafiel[9] y XIII y último señor de Villanueva de Messía.[9]

Se casó en 19 de octubre de 1826 con su tía, María del Patrocinio Osorio y Zayas. Le sucedió su hijo:
- Nicolás Patiño Osorio (Madrid, 11 de julio de 1830-ibid. 13 de julio de 1875), VIII marqués de la Sierra,[10] XII conde de Guaro,[10]  VI marqués de Castelar,[5] senador vitalicio, caballero de la Orden de Carlos III y gentilhombre de cámara con ejercicio.[10]

Contrajo matrimonio el 16 de marzo de 1862 con María de los Dolores de Mesa y Queralt.
- Luis María de los Ángeles Patiño y de Mesa (Madrid, 1 de agosto de 1863-Madrid, 27 de septiembre de 1940), IX marqués de la Sierra,[10] XIII conde de Guaro,[10] VII marqués del Castelar,[5]

Se casó el 10 de enero de 1889 con María de la Concepción Fernández-Durán y Caballero. Le sucedió su hijo:
- Alfonso Patiño y Fernández-Durán (Madrid, 19 de febrero de 1900-Paracuellos de Jarama, 26 de noviembre de 1936),[10] X marqués de la Sierra,[10] teniente de artillería, maestrante de Sevilla.

Casó con en 1928 María Covarrubias y del Castillo. Le sucedió su hijo:
- Luis Patiño y Covarrubias (m. 5 de diciembre de 1985), XI marqués de la Sierra (decreto de convalidación del 6 de julio de 1953),[10] XV conde de Guaro,[10][11]  VIII marqués del Castelar[10] y XII marqués de Peñafiel[10] y

Se casó en 11 de julio de 1956 con María del Pino Muguiro y Liniers. Cedió el título a su hija que le sucedió en 1984:
- Magdalena Patiño y Muguiro (n. Madrid, 28 de junio de 1958[10]), XII marquesa de la Sierra,[10][12] y condesa del Arco.[13]

Casó en Porteros, Salamanca, el 28 de agosto de 1984 con Francisco Javier de Mendizábal y Castellanos.